# NGC 4950
NGC 4950 (другие обозначения — ESO 269-47, MCG -7-27-31, DCL 490, PGC 45294) — линзообразная галактика (SB0) в созвездии Центавр.
Этот объект входит в число перечисленных в оригинальной редакции «Нового общего каталога».